# Кожин, Пётр Никитич
Пётр Никитич Кожин (1728—1805) — действительный тайный советник, член комиссии о строений Москвы.

## Биография
Родился 27 апреля (8 мая) 1728 года. Вступил в службу в 1742 году в Семёновский лейб-гвардии полк. 
В 1762 году был причислен к комиссии по строению Исаакиевского собора, ездил многократно по местам, прилежащим к Ладожскому и Онежскому озерам, отыскивая строительные материалы и при этом открыл много ранее не известных в России пород отличных строительных материалов; 19 августа 1768 года был произведён в статские советники, в 1772 году назначен членом комиссии о строений Москвы, Петербурга и других городов. Под его ближайшим руководством окончен план Москвы и составлен проект улучшения её строений. С учреждением (15 июля 1775 г.) Каменного приказа в Москве был назначен его начальником с производством в действительные статские советники. 
С 22 декабря 1783 года Кожин присутствовал в Мастерской и Оружейной палатах и 22 сентября 1786 года был награждён орденом Св. Владимира 2-й ст., 1 января 1791 года получил чин тайного советника, 8 апреля 1797 года — орден Св. Анны 1-й ст., 25 февраля 1801 года — чин действительного тайного советника.
Умер 23 февраля (7 марта) 1805 года. Похоронен на кладбище Спасо-Андроникова монастыря.